# 都道府県立図書館

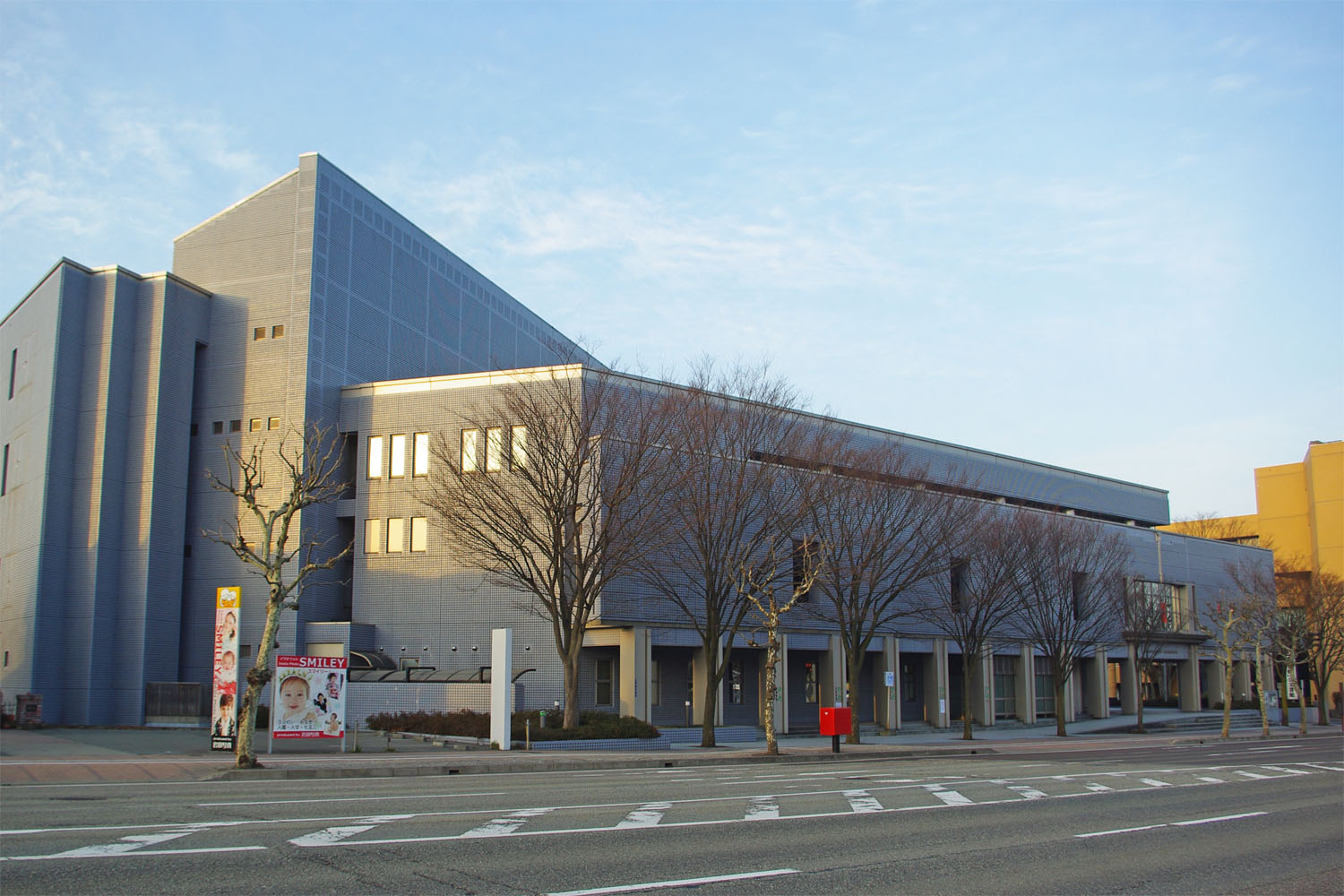
秋田県立図書館

都道府県立図書館（とどうふけんりつとしょかん）とは、日本の都道府県が設置主体となっている公立図書館のことである。多くは都道府県庁所在地に設けられているが、機能分散の一環で都道府県庁所在地以外の都市に設置する都道府県もある。

## 役割
図書館情報学者の大串夏身は都道府県立図書館を2015年（平成27年）現在、第1類型「県域の中核図書館」、第2類型「郊外移転した図書館」、第3類型「市町村立図書館と一体化した図書館」の3つに類型化できるとした。この中で第1類型の図書館が評価されやすく、メディアにも取り上げられやすいと指摘し、具体例として秋田県立図書館、山梨県立図書館、鳥取県立図書館、岡山県立図書館を挙げた。大串は更に都道府県立図書館の役割として以下の4点を挙げた。
1. 市町村立図書館の支援[1]
具体的には図書館間相互貸借の拠点として市町村立図書館へ早急な資料の送達、先進的な取り組みを行って市町村立図書館に対して模範を示すことが挙げられる[3]。秋田県立図書館のように公民館図書室まで支援対象に含める都道府県[4]、鳥取県立図書館のように大学図書館や県立高等学校の図書館へも翌日までの資料送達を行う都道府県もある[5]。
2. 市町村立図書館の職員研修[5]
本来は都道府県教育委員会の管轄であるが、実際には都道府県立図書館が担当する[5]。職員のレベルに応じた継続的・体系的な研修を職員のレベルに応じて提供することが求められる[5]。
3. 調査・研究、新サービスの創造[5]
従来の都道府県内の図書館の現況把握という調査研究に加え、新しい図書館サービスを研究してその成果を市町村立図書館に還元することが求められる[6]。
4. 公的サービス提供施設としての責任[7]
都道府県が設置するという性格から、都道府県民全体の福祉の向上に向けて取り組むことが求められる[7]。具体的にはブックスタートなどによる0歳児からの読書推進、学校教育との連携、成人の読書・生涯学習の支援などが挙げられる[8]。最も身近なサービスとして、東京都立図書館を除き[注釈 1]、他の公共図書館と同様に個人への貸し出しを行っている[9]。東京都立図書館の貸出業務は「協力貸出」と称して市区町村立図書館が所蔵していない資料を市区町村立図書館へ貸し出すことに専念しており、個人への貸し出しは行わない（資料の複写は可能）[10]。

なお、第二次世界大戦前の図書館令には「中央図書館」制度があり、各都道府県の公立図書館のうちの1館を中央図書館に指定し、貸出文庫の設置、図書館調査・指導、目録の編集・配布、機関誌の発行、物品の共同購入の斡旋（あっせん）、郷土資料の収集などの役割を中央図書館が担った。たいていは都道府県立図書館が中央図書館に指定されていたが、神奈川県・兵庫県・広島県では県立図書館が存在しなかったため各県の県庁所在地が設置していた市立図書館が指定されていた。

## 一覧
都道府県庁所在地でない都市に本館が置かれている場合は太字で示す。
| 館名                 | 本館所在地             | 分館                                         | 備考                                                                         |
| -------------------- | ---------------------- | -------------------------------------------- | ---------------------------------------------------------------------------- |
| 北海道立図書館       | 江別市                 | 廃止                                         | 1992年に名寄、八雲、標茶の3分館を廃止                                        |
| 青森県立図書館       | 青森市                 | なし                                         | 青森県近代文学館を併設                                                       |
| 岩手県立図書館       | 盛岡市                 | なし                                         |                                                                              |
| 宮城県図書館         | 仙台市泉区             | なし                                         |                                                                              |
| 秋田県立図書館       | 秋田市                 | あきた文学資料館（秋田市）                   |                                                                              |
| 山形県立図書館       | 山形市                 | なし                                         |                                                                              |
| 福島県立図書館       | 福島市                 | なし                                         |                                                                              |
| 茨城県立図書館       | 水戸市                 | なし                                         |                                                                              |
| 栃木県立図書館       | 宇都宮市               | 廃止                                         | 2016年に分館の足利図書館を足利市に譲渡                                       |
| 群馬県立図書館       | 前橋市                 | なし                                         | 別組織として群馬県立点字図書館（前橋市）がある                               |
| 埼玉県立図書館       | 熊谷市                 | 久喜図書館（久喜市）、浦和分室（さいたま市） | 2003年に川越図書館、2015年に浦和図書館（旧本館）を廃止                       |
| 千葉県立図書館       | 千葉市中央区（中央館） | 西部図書館（松戸市）、東部図書館（旭市）     |                                                                              |
| 東京都立図書館       | 港区（中央館）         | 多摩図書館（国分寺市）                       | 2009年に旧本館の日比谷図書館を千代田区に譲渡                                 |
| 神奈川県立図書館     | 横浜市西区             | 川崎図書館（川崎市高津区）                   |                                                                              |
| 新潟県立図書館       | 新潟市中央区           | なし                                         |                                                                              |
| 富山県立図書館       | 富山市                 | なし                                         |                                                                              |
| 石川県立図書館       | 金沢市                 | 廃止                                         | 1982年に県内各地の12分館を廃止                                               |
| 福井県立図書館       | 福井市                 | 若狭図書学習センター（小浜市）               |                                                                              |
| 山梨県立図書館       | 甲府市                 | なし                                         |                                                                              |
| 県立長野図書館       | 長野市                 | なし                                         |                                                                              |
| 岐阜県図書館         | 岐阜市                 | なし                                         |                                                                              |
| 静岡県立中央図書館   | 静岡市駿河区           | なし                                         |                                                                              |
| 愛知県図書館         | 名古屋市中区           | なし                                         |                                                                              |
| 三重県立図書館       | 津市                   | 廃止                                         | 1964年に尾鷲、熊野の2分館を廃止                                              |
| 滋賀県立図書館       | 大津市                 | なし                                         |                                                                              |
| 京都府立図書館       | 京都市左京区           | 廃止                                         | 別組織に京都府立京都学・歴彩館（京都市左京区）がある                         |
| 大阪府立図書館       | 東大阪市（中央館）     | 中之島図書館（旧本館、大阪市北区）           |                                                                              |
| 兵庫県立図書館       | 明石市                 | なし                                         | 1974年 - 2016年は明石市立図書館が隣接していた                                |
| 奈良県立図書情報館   | 奈良市                 | 廃止                                         | 2005年に分館の橿原図書館を廃止                                               |
| 和歌山県立図書館     | 和歌山市               | 紀南図書館（田辺市）                         |                                                                              |
| 鳥取県立図書館       | 鳥取市                 | なし                                         |                                                                              |
| 島根県立図書館       | 松江市                 | 西部図書普及センター（浜田市）               |                                                                              |
| 岡山県立図書館       | 岡山市北区             | なし                                         |                                                                              |
| 広島県立図書館       | 広島市中区             | なし                                         |                                                                              |
| 山口県立山口図書館   | 山口市                 | 廃止                                         | 1974年に分館の萩図書館を萩市に譲渡、他4分館を設置していたが廃止              |
| 徳島県立図書館       | 徳島市                 | なし                                         |                                                                              |
| 香川県立図書館       | 高松市                 | なし                                         |                                                                              |
| 愛媛県立図書館       | 松山市                 | なし                                         |                                                                              |
| オーテピア高知図書館 | 高知市                 | なし                                         | 2018年に高知県立図書館と高知市民図書館を合同                                 |
| 福岡県立図書館       | 福岡市東区             | なし                                         |                                                                              |
| 佐賀県立図書館       | 佐賀市                 | なし                                         |                                                                              |
| ミライon図書館       | 大村市                 | 廃止                                         | 1998年に県内28分館を廃止、2019年に本館を長崎市から移転し大村市立図書館と合同 |
| 熊本県立図書館       | 熊本市中央区           | なし                                         | くまもと文学・歴史館を併設                                                   |
| 大分県立図書館       | 大分市                 | なし                                         |                                                                              |
| 宮崎県立図書館       | 宮崎市                 | 廃止                                         | 1947 - 48年に延岡、都城の2館を各市に譲渡                                     |
| 鹿児島県立図書館     | 鹿児島市               | 奄美図書館（奄美市）                         |                                                                              |
| 沖縄県立図書館       | 那覇市                 | 廃止                                         | 2010 - 12年に宮古分館（宮古島市）と八重山分館（石垣市）を廃止                |